# Die Berliner Range (1913)
Die Berliner Range ist ein deutsches Stummfilmlustspiel von 1913 von Max Mack mit Hanni Weisse in der Titelrolle.

## Handlung
Im Mittelpunkt des Geschehens steht eine junge Schauspielerin, die sich eine Auszeit nimmt, um in einen ganz andren Beruf hineinzuschnuppern. Die kesse junge Dame legt daraufhin ihre eleganten Kleider ab, streift sich eine weiße Arbeitsjacke und eine kleinkarierte Hose über und wird so zum Bäckerlehrling. Bald bringt die Berliner Range den Backbetrieb ihres Meisters mit ihren schabernackhaften Einfällen völlig durcheinander. Sie greift aber auch helfend in den Streik der Bäckerjungen ein, wird verdroschen und verdrischt selbst. Am Ende aber kehrt sich alles zum Guten, und die junge Dame erreicht ihr gestecktes Ziel.

## Produktionsnotizen
Die Berliner Range entstand im Vitascope-Atelier in Berlins Lindenstraße 32–34. Der Film passierte die Zensur am 17. Oktober 1913 und wurde noch am selben Tag uraufgeführt. In Österreich-Ungarn fand die Premiere am 24. Oktober 1913 in Wien statt.

## Kritik
„Hanni Weisse … legt … ein paar weiße Hosen an, wie sie die Bäckerjungen tragen, … um in allerhand komischen Situationen aufs Neue die Liebenswürdigkeit und Vielseitigkeit ihres Talentes zu zeigen.“